# Yuri Abovyan
Yuri Abovyan –en ruso,  Юрий Абовян– (1931) es un deportista soviético que compitió en natación. Ganó una medalla de bronce en el Campeonato Europeo de Natación de 1954, en la prueba de 4 × 200 m libre.

## Palmarés internacional
| Campeonato Europeo | Campeonato Europeo | Campeonato Europeo | Campeonato Europeo |
| Año                | Lugar              | Medalla            | Prueba             |
| ------------------ | ------------------ | ------------------ | ------------------ |
| 1954               | Turín (Italia)     | Medalla de bronce  | 4 × 200 m libre    |